# Route forestière 7
Die Route forestière 7 war eine Straße auf Korsika, die 1854 durch den Décret Impérial 1782 festgelegt wurde. Sie wurde angelegt, um einen der Wälder Korsikas für die Holzwirtschaft zu erschließen. Betrieben durch den Staat, hatte sie den Rang einer Nationalstraße. Die F7 führte vom Hafen Calzarello in den Forêt de Pietra-Piana. Ihre Länge betrug 21 Kilometer. 1973 wurde sie abgestuft.